# Roberto Peragón
Roberto Peragón Lacalle (Madrid, España, 7 de febrero de 1978) es un exfutbolista y entrenador de fútbol español que actualmente está sin equipo tras abandonar la disciplina del Real Jaén. Jugaba como delantero.

## Trayectoria

### Como jugador
Es un jugador formado en la cantera del Rayo Vallecano, con el que llegó a jugar en la Primera División de España en las temporadas 1996-97, 2001-02 y 2002-03. También jugaría en otros equipos de la Segunda División y Segunda División B como Club Polideportivo Almería, Burgos CF, Levante UD, Elche CF, Málaga CF, Alicante CF, Girona FC, Gimnàstic de Tarragona y Cádiz Club de Fútbol.
En 2013, regresa a Madrid para jugar en el Club Deportivo Puerta Bonita y en el Club Deportivo San Fernando (San Fernando de Henares) de la Tercera División, antes de retirarse en 2016.

### Como entrenador
Comenzó su carrera de entrenador en el Getafe CF con el que dirigió al juvenil "A" en la temporada 2021-22.
En la temporada 2022-23, firma como entrenador del Club de Fútbol Fuenlabrada Promesas Madrid 2021 de la Tercera Federación.
El 18 de marzo de 2024, firma como entrenador del Real Jaén de la Tercera Federación.

## Clubes

### Como jugador
| Club                       | País   | Año       | Partidos | Goles |
| -------------------------- | ------ | --------- | -------- | ----- |
| Rayo Vallecano B           | España | 1995-1996 | ?        | ?     |
| Rayo Vallecano             | España | 1996-1997 | 2        | 0     |
| Polideportivo Almería      | España | 1997-1999 | 47       | 15    |
| Burgos CF                  | España | 1999-2000 | 31       | 16    |
| Levante UD                 | España | 2000-2001 | 40       | 8     |
| Rayo Vallecano             | España | 2001-2004 | 105      | 18    |
| Elche CF                   | España | 2004-2007 | 79       | 14    |
| Málaga CF                  | España | 2007-2008 | 27       | 7     |
| Alicante CF                | España | 2008-2009 | ?        | ?     |
| Girona FC                  | España | 2009-2011 | 38       | 9     |
| Gimnàstic de Tarragona     | España | 2011-2012 | 35       | 1     |
| Cádiz CF                   | España | 2012-2013 | 20       | 10    |
| CD Puerta Bonita           | España | 2013-2015 | 30       | 7     |
| CD San Fernando de Henares | España | 2015-2016 |          |       |

### Como entrenador
| Club                      | País   | Año       |
| ------------------------- | ------ | --------- |
| Getafe CF Juvenil "A"     | España | 2021-2022 |
| Fuenlabrada Promesas 2021 | España | 2022-2023 |
| Real Jaén CF              | España | 2024-2025 |